# San Martino (Grosseto)
San Martino è un quartiere della città di Grosseto, in Toscana.
Piccolo distretto artigianale e industriale ai margini orientali del perimetro urbano, lungo il corso del fiume Ombrone, la sua storia è legata sin dal XIX secolo alle opere di bonifica della piana di Grosseto e alla presenza di una centrale idroelettrica. Da qui hanno origine il canale diversivo dell'Ombrone e il fosso Beveraggio. Si tratta del quartiere più piccolo e meno popoloso della città, già nucleo abitato che si è ritrovato inglobato nel tessuto urbano di Grosseto agli inizi degli anni duemila, e conserva vari punti di interesse legati all'archeologia industriale e all'ingegneria idraulica.

## Storia
La storia di San Martino è strettamente legata alla vasta opera di bonifica per colmata avviata nel 1828 per volere del granduca Leopoldo II di Lorena. Nel 1830 venne inaugurata la diga della Steccaia in località Bucacce, toponimo che sopravvive nella "strada delle Bucacce", poco distante dall'ansa del fiume Ombrone nota come "svolta di San Martino", dal nome dell'omonima tenuta. Da qui aveva origine il canale diversivo dell'Ombrone, che aveva il compito di trasportare i detriti e il limo del fiume per la bonifica della palude dell'ex lago Prile.
Nella seconda metà del XIX secolo fu realizzato il fosso Beveraggio, canale di irrigazione che attraversava il piano fino alla tenuta di Barbanella, e negli anni sessanta a San Martino venne fatto costruire dal Demanio un mulino per sfruttare la forza motrice delle acque. In seguito proprietà della ditta Sellari-Franceschini, al mulino venne affiancata una centrale idroelettrica nel 1891. Nei pressi del mulino di San Martino, nei primi anni del XX secolo, si sviluppò una piccola area industriale, con la costruzione di una grande fornace di laterizi che rivestì un ruolo di primo piano nella storia edilizia della città; intorno alla fornace iniziò a sorgere il primo nucleo abitato di San Martino.
Nel 1979 venne decisa la chiusura del canale diversivo e nei primi anni novanta fu costruito il viadotto della Variante Aurelia che divise il centro di San Martino dalla città di Grosseto. Rimasto ai margini dell'espansione urbana, l'area di San Martino tra la fornace e la Steccaia fu individuata per la realizzazione di un'area artigianale, completata nel 2012; nello stesso anno viene ridisegnato il limite del perimetro cittadino che rende San Martino quartiere della città.

## Monumenti e luoghi d'interesse
Diga della Steccaia

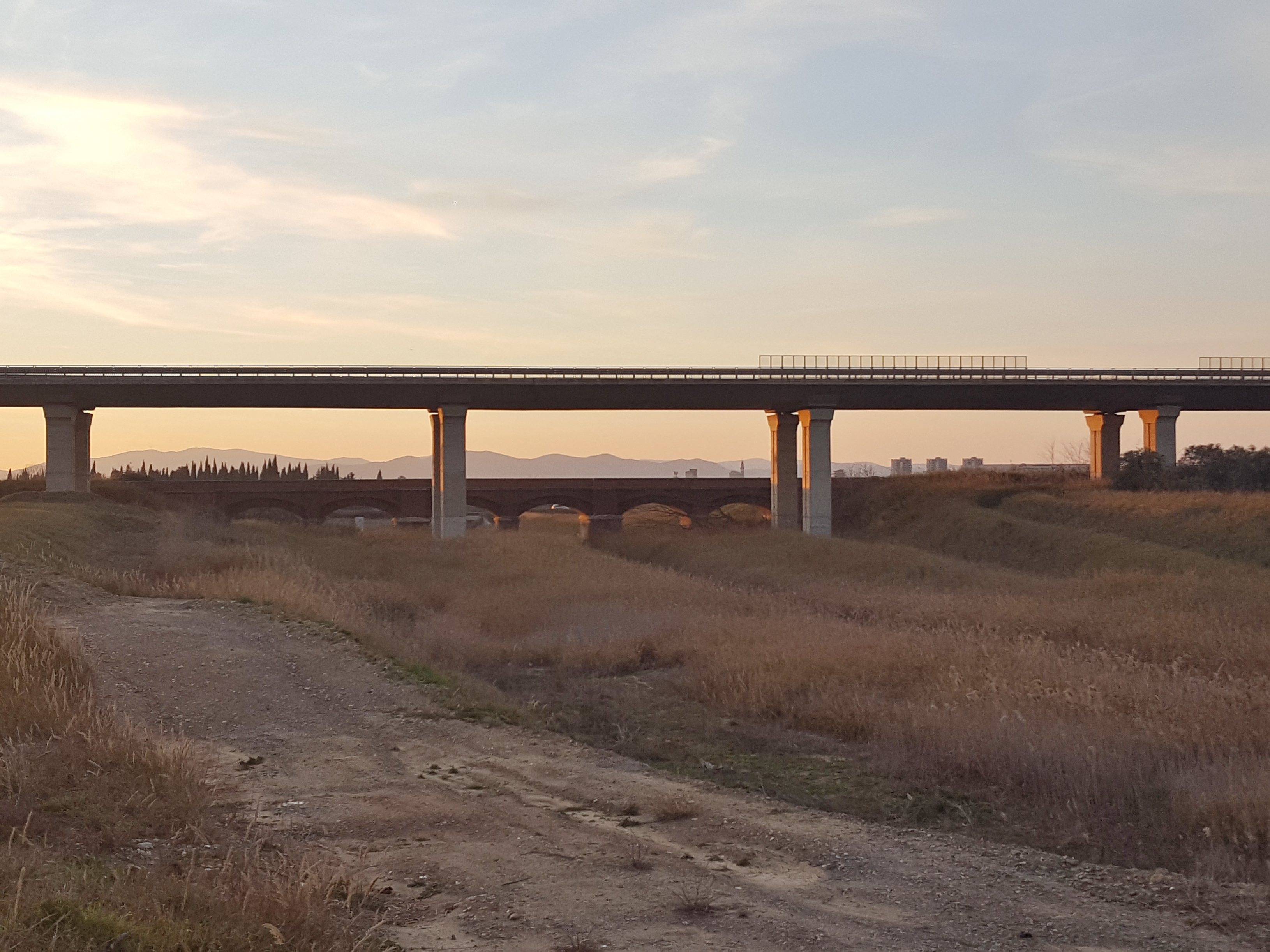
Il ponte San Martino e il viadotto Aurelia

Ideata dall'ingegnere Vittorio Fossombroni e realizzata dal dirigente del bonificamento Alessandro Manetti, la diga della Steccaia aveva il compito di deviare le acque dell'Ombrone in un canale diversivo che andava a bonificare per colmata i terreni paludosi dell'ex lago Prile; fu inaugurata il 26 aprile 1830, come ricordato anche in un monumento piramidale posto di fianco alla struttura. Inizialmente di legno, lo sbarramento venne ricostruito in calcestruzzo nel 1879.

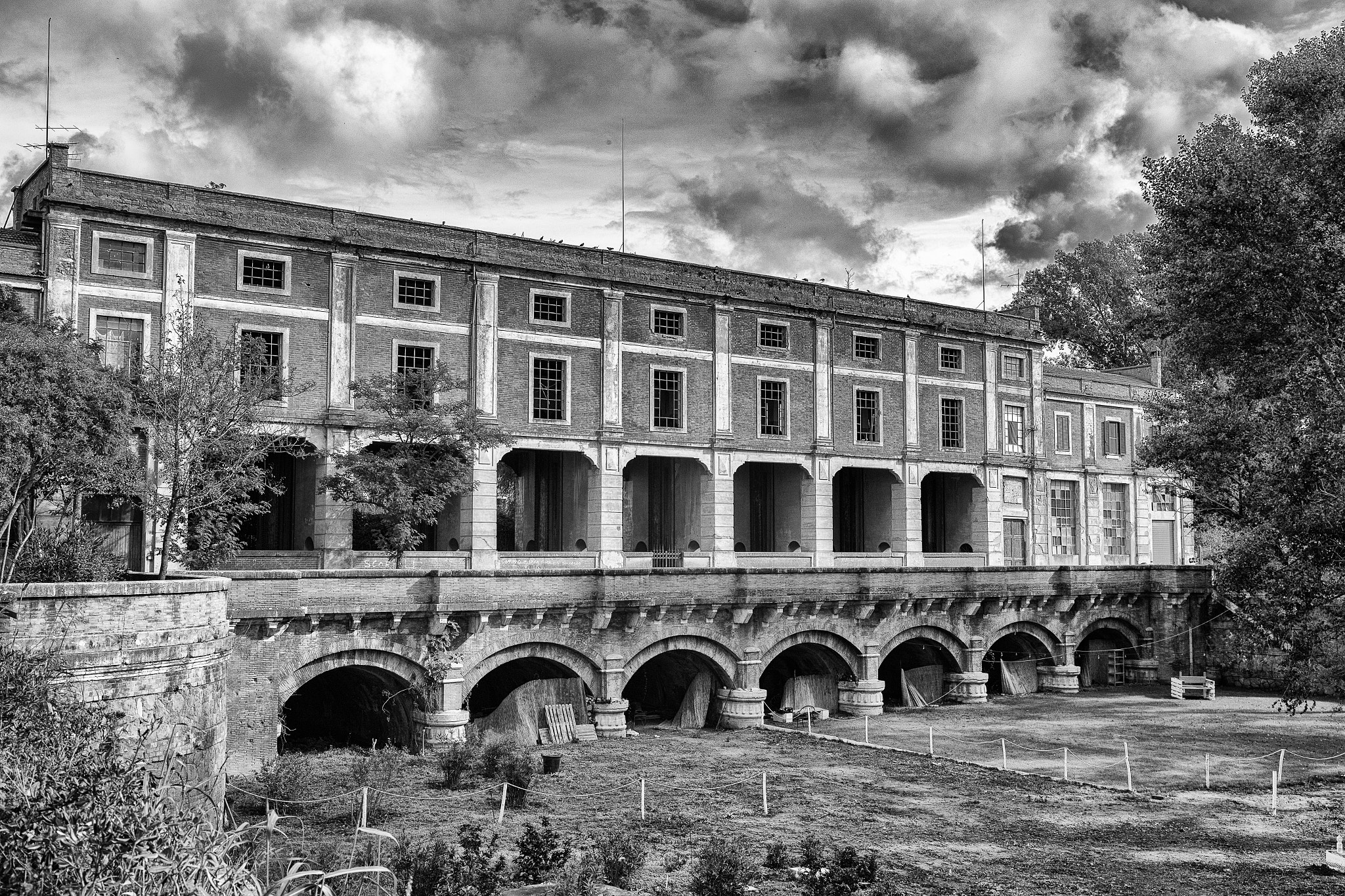
Ponte Tura
Il ponte Tura è una struttura monumentale poggiante su sette archi, a pochi metri dalla diga della Steccaia, che convogliava le acque deviate del fiume Ombrone nel canale diversivo e le regolava attraverso un sistema di cateratte. Inizialmente costruito nel 1830 in legno, è stato edificato a partire dal 1905 e completato nel 1924. Dismesso nel 1979, il ponte Tura versa in condizioni di abbandono, mentre una parte dell'edificio ospita un centro di recupero per tossicodipendenti.
Ponte San Martino
Il ponte San Martino costituisce l'attraversamento sul canale diversivo presso l'abitato di San Martino, sovrastato dal viadotto della Variante Aurelia, e collega la centrale elettrica con l'area della fornace. Costruito inizialmente nel 1830 insieme alle altre infrastrutture legate al diversivo, dotato di una sola campata con piloni in mattoni e impalcato in legno, è stato ampliato nel corso del secolo seguendo i lavori di adeguamento del canale, finché non ha trovato definitiva sistemazione in laterizi tra il 1901 e il 1924. In seguito alla realizzazione nei primi anni 1990 del ponte della strada provinciale Scansanese, che attraversa il diversivo poco a ovest in direzione del cimitero di Sterpeto, il ponte San Martino, seppur transitabile, è utilizzato solamente per la viabilità di vicinato.
Edifici di chiusa
A San Martino sono situate, sui due argini del canale diversivo, due chiuse che mettevano in comunicazione il canale con gli altri corsi d'acqua minori, entrambe risalenti al 1915. Sulla riva destra, poco distante dalla fornace, si trova la chiusa in mattoni e travertino, mentre sul lato sinistro vi è il casello idraulico del genio civile con la cataratta che permetteva il collegamento con il Beveraggio. La seconda chiusa è rimasta in funzione a servizio dell'invaso della centrale idroelettrica fino al 2021, quando è stato interrato questo tratto del fosso Beveraggio.

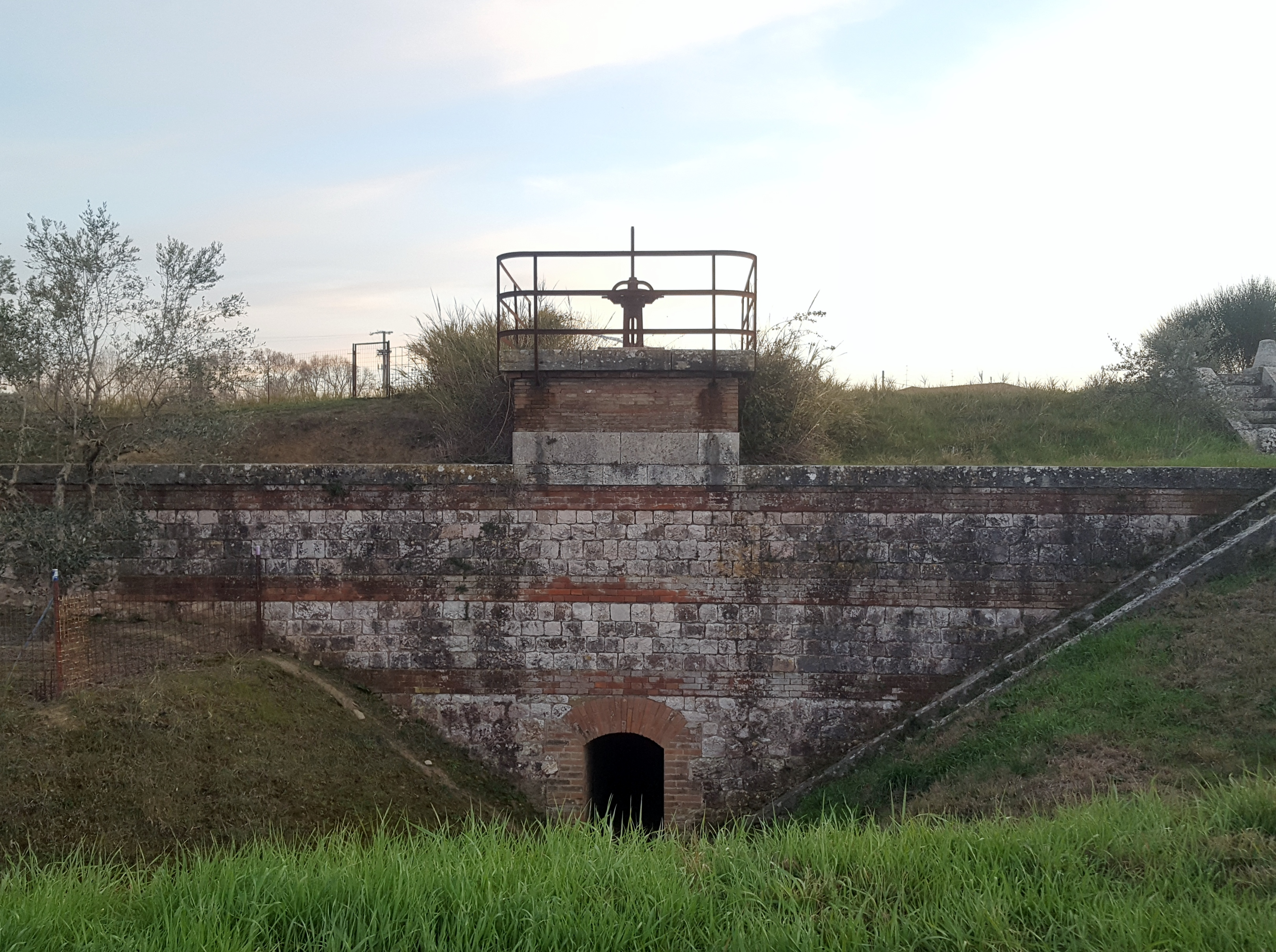
La chiusa di destra
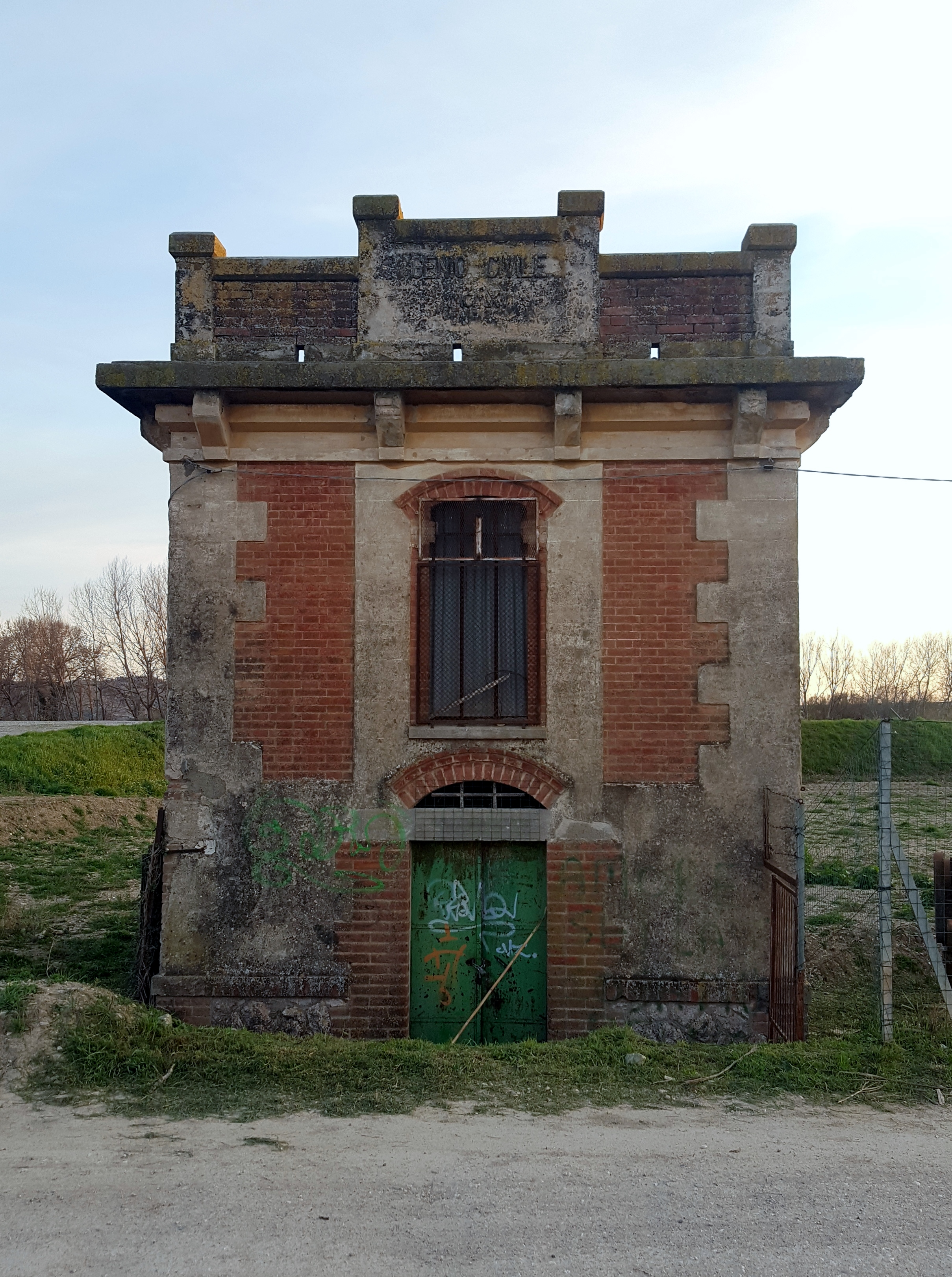
Il casello idraulico
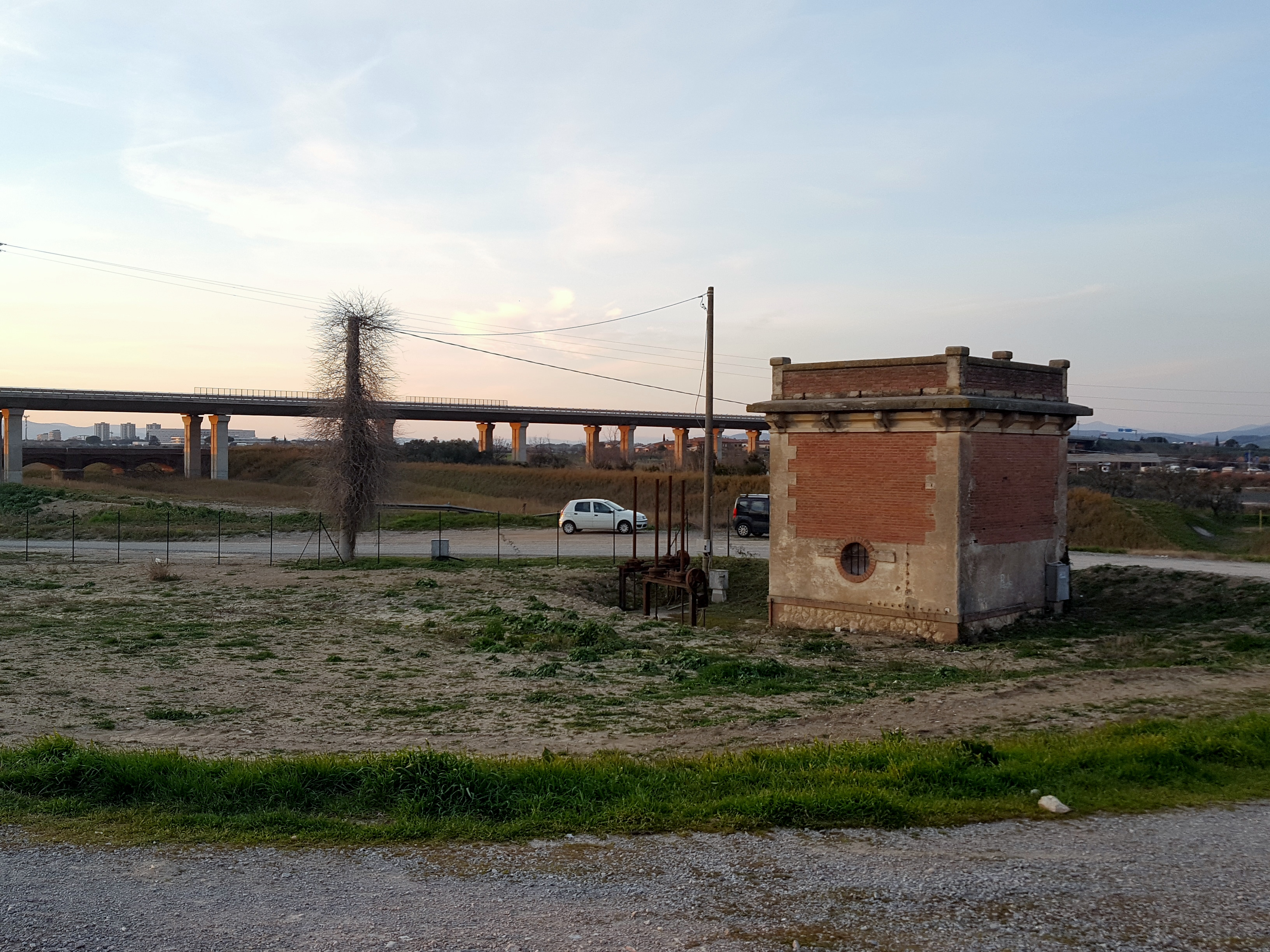
Il retro del casello idraulico e la chiusa di sinistra nell'invaso interrato del Beveraggio

## Economia

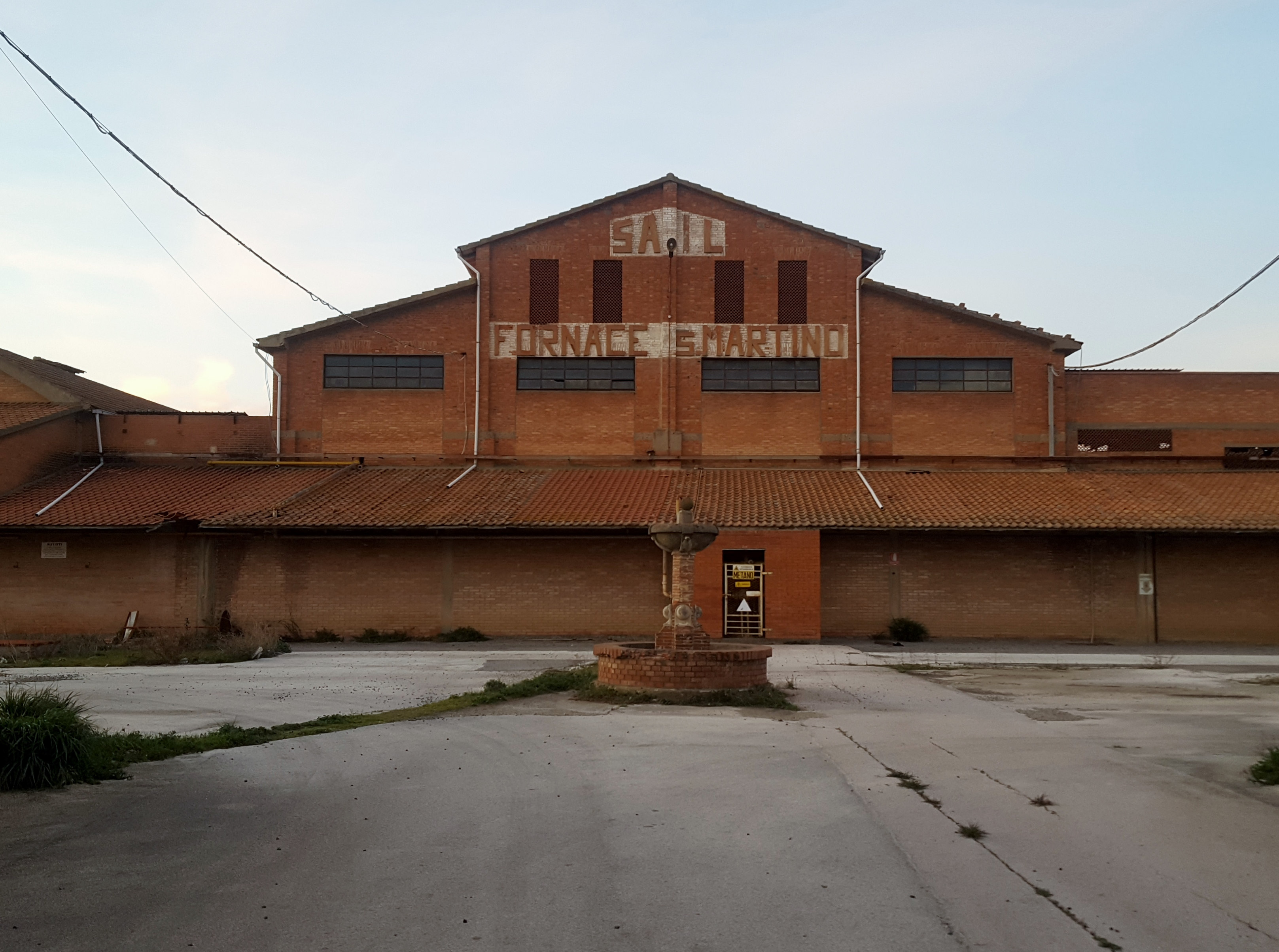
La fornace San Martino

L'attività economica è stata storicamente legata alla presenza della centrale elettrica di San Martino fondata nel 1891, in origine affiancata al mulino di proprietà di Andrea Sellari, rimasto in attività fino alla fine della seconda guerra mondiale. La centrale è in seguito stata acquisita dal Consorzio di bonifica di Grosseto, che ne cura la gestione e la produzione dell'energia. Dotata di turbine di tipo Kaplan, negli anni sessanta la centrale produceva soprattutto energia idroelettrica (nel 1960 era circa l'82% della produzione complessiva), che è andata poi a ridursi al 25% dopo la chiusura del canale diversivo, a causa dell'esaurimento progressivo delle risorse idriche; ciò ha comportato invece un aumento della produzione di energia termoelettrica, passata dal 14% al 70% in trent'anni. Nel 2005 è stato stimato che la centrale produceva circa 40-50 miliardi di kWh all'anno.
A San Martino si trova inoltre l'area artigianale della periferia est della città, costruita a partire dagli anni novanta e completata nel 2012, che si sviluppa lungo la strada provinciale Scansanese tra l'abitato e il ponte Tura. Dal punto di vista delle strutture industriali, di particolare interesse risulta la storica fornace di laterizi "San Martino", attiva almeno dai primissimi anni del Novecento, che è stata fondamentale nella produzione di materiale edilizio per tutto il corso del secolo, finché l'attività non è andata progressivamente riducendosi. La fornace San Martino non è attiva dal 2007, quando un operaio vi trovò la morte.